# Longwy
Longwy – miejscowość i gmina we Francji, w regionie Grand Est, w departamencie Meurthe i Mozela.
Według danych na rok 1990 gminę zamieszkiwało 15 439 osób, a gęstość zaludnienia wynosiła 2891 osób/km² (wśród 2335 gmin Lotaryngii Longwy plasuje się na 18. miejscu pod względem liczby ludności, natomiast pod względem powierzchni na miejscu 980.).

## Populacja

Populacja Longwy w latach 1962–2008

## Współpraca
Miejscowość partnerska:
- Differdange, Luksemburg